# Samuel Hoffenstein
Pour l’article ayant un titre homophone, voir Offenstein.
Samuel Hoffenstein (8 octobre 1890 - 6 octobre 1947) est un compositeur de musiques de films et scénariste américain. 

## Biographie
Né en Russie, il émigre aux États-Unis et a commencé une carrière dans la ville de New York comme un journal et écrivain dans le monde du spectacle. En 1931, il s'installe à Los Angeles où il a vécu le reste de sa vie où il a écrit les scripts de plus de trente films.
En outre, Hoffenstein, avec Cole Porter et Kenneth Webb, a permis de composer la musique pour Gay Divorce (1933), la comédie musicale qui est devenu le film The Gay Divorcee (1934).
Il est décédé à Los Angeles, Californie. Un livre de ses vers, Pencil in the Air, a été publié trois jours après sa mort, à la critique. Un autre ouvrage de son travail a été publié en 1928, intitulé "Poems in Praise of Practically Nothing". Ce livre renferme quelques-uns de ses travaux qui avaient été auparavant publiés dans New York World, New York Tribune, Vanity Fair, D.A.C. News, et Snappy Stories.

## Filmographie

### comme scénariste
- 1931 : Une Tragédie américaine (An American Tragedy)
- 1931 : Once a Lady
- 1931 : Docteur Jekyll et Mr. Hyde (Dr. Jekyll and Mr. Hyde)
- 1932 : The Miracle Man
- 1932 : Sinners in the Sun
- 1932 : Aimez-moi ce soir (Love Me Tonight)
- 1933 : Le Cantique des cantiques (Song of songs)
- 1933 : Le Fou des îles (White Woman)
- 1934 : Wharf Angel
- 1934 : The Fountain
- 1935 : Enchanted April
- 1935 : Paris in Spring
- 1936 : The Voice of Bugle Ann
- 1936 : Désir (Desire)
- 1936 : Piccadilly Jim
- 1936 : Two in a Crowd
- 1937 : Marie Walewska (Conquest)
- 1938 : Toute la ville danse (The Great Waltz)
- 1939 : Bridal Suite
- 1939 : Le Magicien d'Oz (The Wizard of Oz)
- 1941 : Lydia
- 1942 : Six destins (Tales of Manhattan)
- 1942 : The Loves of Edgar Allan Poe
- 1943 : Le Fantôme de l'Opéra (Phantom of the Opera)
- 1943 : Obsessions (Flesh and Fantasy)
- 1943 : La Sœur de son valet (His Butler's Sister)
- 1944 : Laura
- 1946 : Voyage sentimental (Sentimental Journey)
- 1946 : La Folle Ingénue (Cluny Brown)
- 1947 : Carnival in Costa Rica
- 1948 : Broadway mon amour (Give My Regards to Broadway) de Lloyd Bacon

### comme compositeur
- 1934 : La Joyeuse Divorcée (The Gay Divorcee)